# Trisha Brown
Trisha Brown, właśc. Patricia Ann Brown (ur. 25 listopada 1936 w Aberdeen zm. 18 marca 2017 w San Antonio) – amerykańska choreografka i tancerka odznaczona Narodowym Medalem Sztuk.
W 1958 ukończyła studia w zakresie tańca na Mills College. W 1962 dołączyła do awangardowego Judson Dance Theatre. Pracowała tam, m.in. z Yvonne Rainer i Steve'em Paxtonem, artystami zajmującymi się tańcem eksperymentalnym. W tym okresie współpracowała także z Laurie Anderson i Johnem Cage’em.
W 1970 założyła zespół tańca eksperymentalnego, Trisha Brown Company, który wkrótce stał się jedną z wiodących grup tańca współczesnego na świecie.
Trisha Brown otrzymała wiele prestiżowych nagród, między innymi Dance Magazine Award, American Dance Festival Award i Nagrodę im. Laurence’a Oliviera.